# Ophion pallipes
Ophion pallipes là một loài tò vò trong họ Ichneumonidae.